# Mouen
Mouen est une commune française, située dans le département du Calvados en région Normandie, peuplée de 1 779 habitants.

## Géographie

### Géologie
La commune se situe à la limite de trois ensembles géologiques :
- les schistes et grès du Briovérien supérieur présents à l'Est ;
- les grès feldspathiques du Cambrien présents au Sud et à l'Ouest ;
- les calcaires du Lias puis les calcaires à spongiaires du Bajocien supérieur généralement recouverts par une couche de lœss du Weichsélien au Nord.

La commune est principalement connue pour sa carrière qui exploite les grès feldspathiques du Cambrien dans le flanc sud du synclinal de May. La formation de grès est constituée par un empilement successif d'arkoses roses à fines intercalations argileuses. Les bancs plongent de 45° vers le Nord-Est.
Les matériaux extraits de la carrière sont utilisés comme granulats pour la fabrication d'enrobés, de bétons et peuvent être utilisés en blocs pour la protection du littoral. Les grès de Mouen sont aussi utilisés en sable pour la réalisation des pistes d'hippodromes.
La formation des grès feldspathique est délimitée à l'est et à l'ouest par des failles qui structurent la présence de deux affluents de l'Odon : le Salbey et le Fiquet.

### Hydrographie
La commune est située dans le bassin de l'Orne, au sein du bassin Seine-Normandie. Elle est drainée par l'Odon et le ruisseau de Sabley,,.
L'Odon, d'une longueur de 47 km, prend sa source dans la commune des Monts d'Aunay et se jette  dans l'Orne à Fleury-sur-Orne, après avoir traversé 20 communes. L'Odon passe au milieu de la carrière de Mouen sur une zone non exploitée dont l'altitude est supérieure au fond de la carrière. En période hivernale, l'Odon peut subir des crues qui ennoient une partie de sa vallée encaissée[réf. nécessaire].

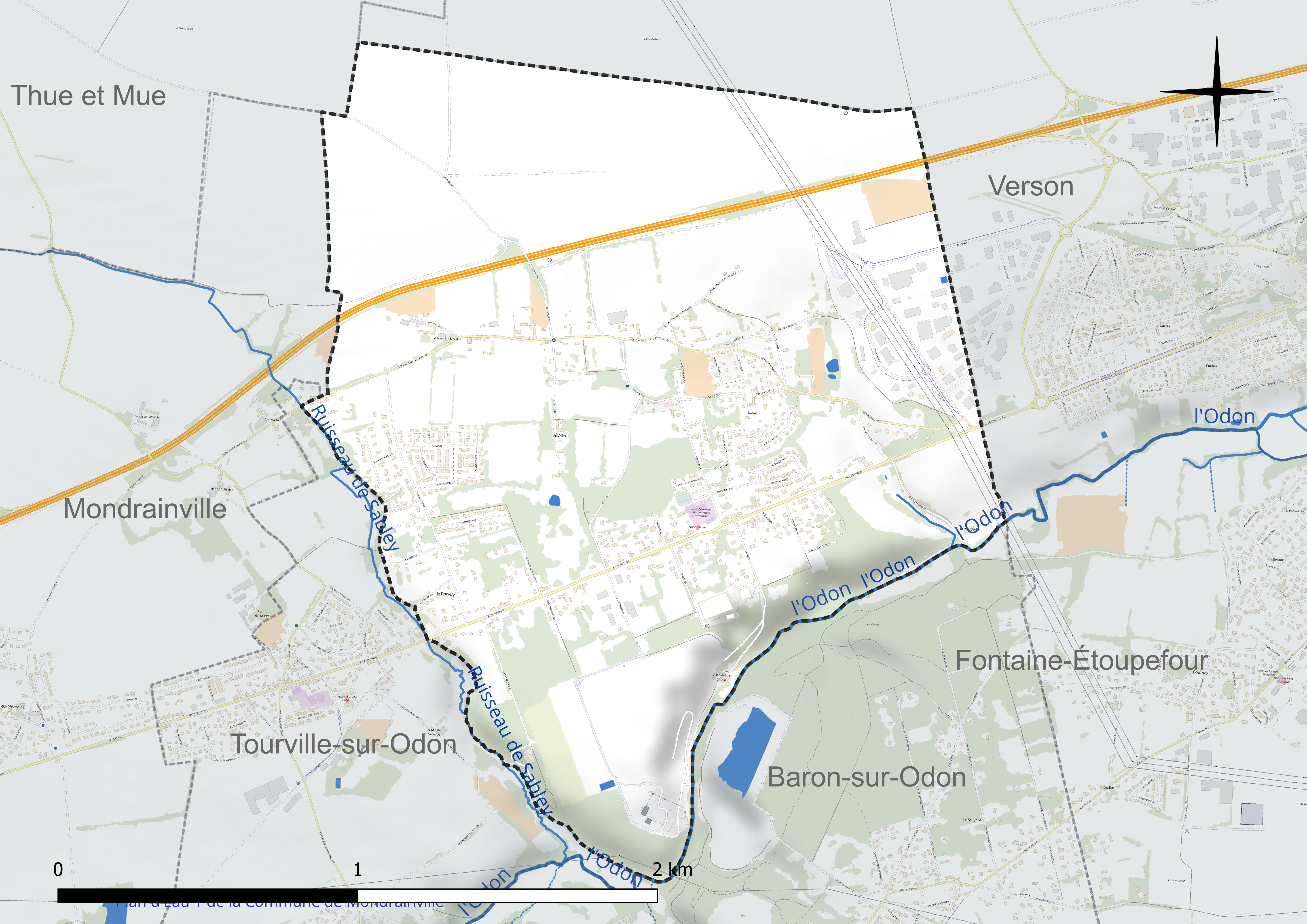
Réseau hydrographique de Mouen.

### Climat
Pour des articles plus généraux, voir Climat de la Normandie et Climat du Calvados.
En 2010, le climat de la commune est de type climat océanique altéré, selon une étude du CNRS s'appuyant sur une série de données couvrant la période 1971-2000. En 2020, Météo-France publie une typologie des climats de la France métropolitaine dans laquelle la commune est exposée à un climat océanique et est dans la région climatique  Normandie (Cotentin, Orne), caractérisée par une pluviométrie relativement élevée (850 mm/a) et un été frais (15,5 °C) et venté.
Pour la période 1971-2000, la température annuelle moyenne est de 10,6 °C, avec  une amplitude thermique annuelle de 12,3 °C. Le cumul annuel moyen de précipitations est de 768 mm, avec 12,3 jours de précipitations en janvier et 7,8 jours en juillet. Pour la période 1991-2020, la température moyenne annuelle observée sur la station météorologique la plus proche, située sur la commune de Carpiquet à 5 km à vol d'oiseau, est de 11,5 °C et le cumul annuel moyen de précipitations est de 740,3 mm,. Pour l'avenir, les paramètres climatiques de la commune estimés pour 2050 selon différents scénarios d'émission de gaz à effet de serre sont consultables sur un site dédié publié par Météo-France en novembre 2022.

## Urbanisme

### Typologie
Au 1er janvier 2024, Mouen est catégorisée ceinture urbaine, selon la nouvelle grille communale de densité à 7 niveaux définie par l'Insee en 2022.
Elle appartient à l'unité urbaine de Caen, une agglomération intra-départementale dont elle est une commune de la banlieue,. Par ailleurs la commune fait partie de l'aire d'attraction de Caen, dont elle est une commune de la couronne,. Cette aire, qui regroupe 296 communes, est catégorisée dans les aires de 200 000 à moins de 700 000 habitants,.

### Occupation des sols
L'occupation des sols de la commune, telle qu'elle ressort de la base de données européenne d'occupation biophysique des sols Corine Land Cover (CLC), est marquée par l'importance des territoires agricoles (51,1 % en 2018), en diminution par rapport à 1990 (64 %). La répartition détaillée en 2018 est la suivante : 
terres arables (38,3 %), zones urbanisées (27,8 %), zones agricoles hétérogènes (8,7 %), mines, décharges et chantiers (7,9 %), zones industrielles ou commerciales et réseaux de communication (7,5 %), forêts (5,8 %), prairies (4 %). L'évolution de l'occupation des sols de la commune et de ses infrastructures peut être observée sur les différentes représentations cartographiques du territoire : la carte de Cassini (XVIIIe siècle), la carte d'état-major (1820-1866) et les cartes ou photos aériennes de l'IGN pour la période actuelle (1950 à aujourd'hui).

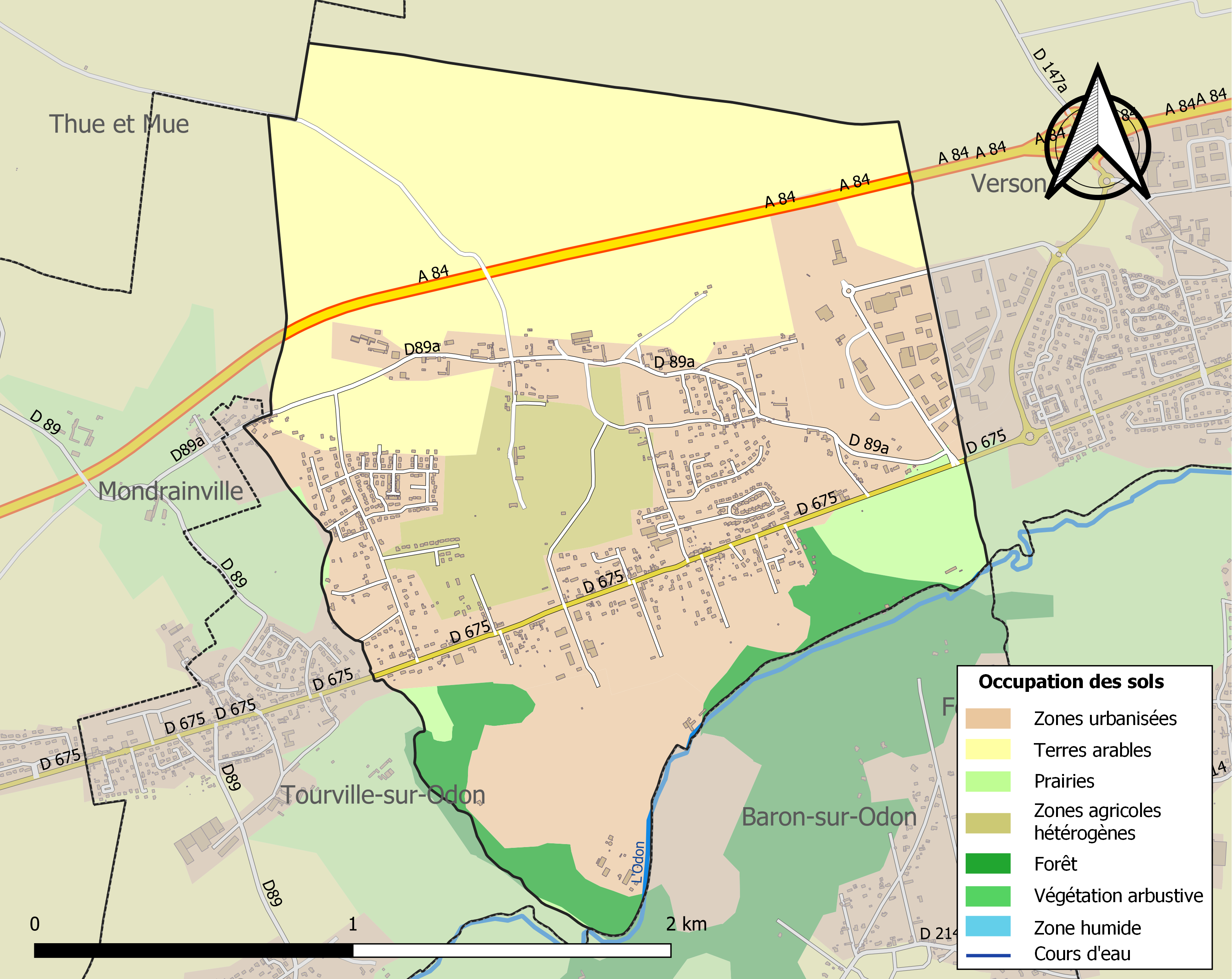
Carte des infrastructures et de l'occupation des sols de la commune en 2018 (CLC).

## Toponymie
Le nom de la localité est attesté sous la forme Mouen en 1172.
Du gaulois magos (marché) et dunum (forteresse) ; étymologie similaire à celles de Médan (Yvelines) et Mehun-sur-Yèvre (Albert Dauzat).

## Politique et administration
| Période                                  | Période   | Identité                    | Étiquette | Qualité                |
| ---------------------------------------- | --------- | --------------------------- | --------- | ---------------------- |
| 1790                                     | An III    | Geffray Desportes           |           |                        |
| An III                                   | An IV     | Jacques Dumarest            |           |                        |
| An IV                                    | ?         | Gohier Daingleville         |           |                        |
| ?                                        | An XII    | Gilles Lavarde              |           |                        |
| An XII                                   | 1822      | Henry De Malherbe           |           |                        |
| 1822                                     | 1824      | Charles Thomine des Mazures |           |                        |
| 1824                                     | 1826      | Jean-Baptiste Quesnel       |           |                        |
| 1926                                     | 1831      | ? Jardin                    |           |                        |
| 1831                                     | 1848      | Felix Noury                 |           |                        |
| 1848                                     | 1864      | Victor Lesieur              |           |                        |
| 1864                                     | 1865      | Jules Levallois             |           |                        |
| 1865                                     | 1876      | Gustave Lavarde             |           |                        |
| 1876                                     | 1907      | Théodore Thomine Desmazures |           |                        |
| 1907                                     | 1926      | Henry Thomine Desmazures    |           |                        |
| 1826                                     | 1829      | Ernest Salles               |           |                        |
| 1929                                     | 1929      | Arthur Barattes             |           |                        |
| 1929                                     | 1931      | Georges Lebertre            |           |                        |
| 1931                                     | 1947      | Alexis Stillière            |           |                        |
| 1947                                     | 1960      | André Meybon                |           |                        |
| 1960                                     | 1967      | Maurice Lanoë               |           |                        |
| 1967                                     | 1983      | Ernest Moreaux              |           |                        |
| 1983                                     | 1990      | Pierre Herbet               |           |                        |
| 1990                                     | mars 2001 | Jean Cojan                  |           |                        |
| mars 2001                                | mars 2014 | Hubert Ogier                |           | Ingénieur TPE          |
| mars 2014                                | mai 2020  | Annick Farcy                | SE        | Retraitée              |
| mai 2020                                 | En cours  | Benoit Lerévérend           | SE        | Responsable commercial |
| Les données manquantes sont à compléter. |           |                             |           |                        |

Du 20 décembre 1993 au 1er janvier 2013, la commune a fait partie de la communauté de communes des Rives de l'Odon. Le 1er janvier 2013, elle a intégré la communauté d'agglomération Caen la Mer.

## Démographie
L'évolution du nombre d'habitants est connue à travers les recensements de la population effectués dans la commune depuis 1793. Pour les communes de moins de 10 000 habitants, une enquête de recensement portant sur toute la population est réalisée tous les cinq ans, les populations de référence des années intermédiaires étant quant à elles estimées par interpolation ou extrapolation. Pour la commune, le premier recensement exhaustif entrant dans le cadre du nouveau dispositif a été réalisé en 2006.
En 2022, la commune comptait 1 779 habitants, en évolution de +13,67 % par rapport à 2016 (Calvados : +1,58 %, France hors Mayotte : +2,11 %).
| 1793 | 1800 | 1806 | 1821 | 1831 | 1836 | 1841 | 1846 | 1851 |
| ---- | ---- | ---- | ---- | ---- | ---- | ---- | ---- | ---- |
| 450  | 362  | 435  | 435  | 496  | 543  | 519  | 512  | 495  |

| 1856 | 1861 | 1866 | 1872 | 1876 | 1881 | 1886 | 1891 | 1896 |
| ---- | ---- | ---- | ---- | ---- | ---- | ---- | ---- | ---- |
| 493  | 492  | 469  | 426  | 405  | 396  | 399  | 341  | 345  |

| 1901 | 1906 | 1911 | 1921 | 1926 | 1931 | 1936 | 1946 | 1954 |
| ---- | ---- | ---- | ---- | ---- | ---- | ---- | ---- | ---- |
| 300  | 293  | 300  | 309  | 304  | 279  | 283  | 271  | 363  |

| 1962 | 1968 | 1975 | 1982 | 1990  | 1999  | 2006  | 2011  | 2016  |
| ---- | ---- | ---- | ---- | ----- | ----- | ----- | ----- | ----- |
| 403  | 455  | 736  | 833  | 1 166 | 1 292 | 1 283 | 1 345 | 1 565 |

| 2021  | 2022  | - | - | - | - | - | - | - |
| ----- | ----- | - | - | - | - | - | - | - |
| 1 731 | 1 779 | - | - | - | - | - | - | - |

## Lieux et monuments

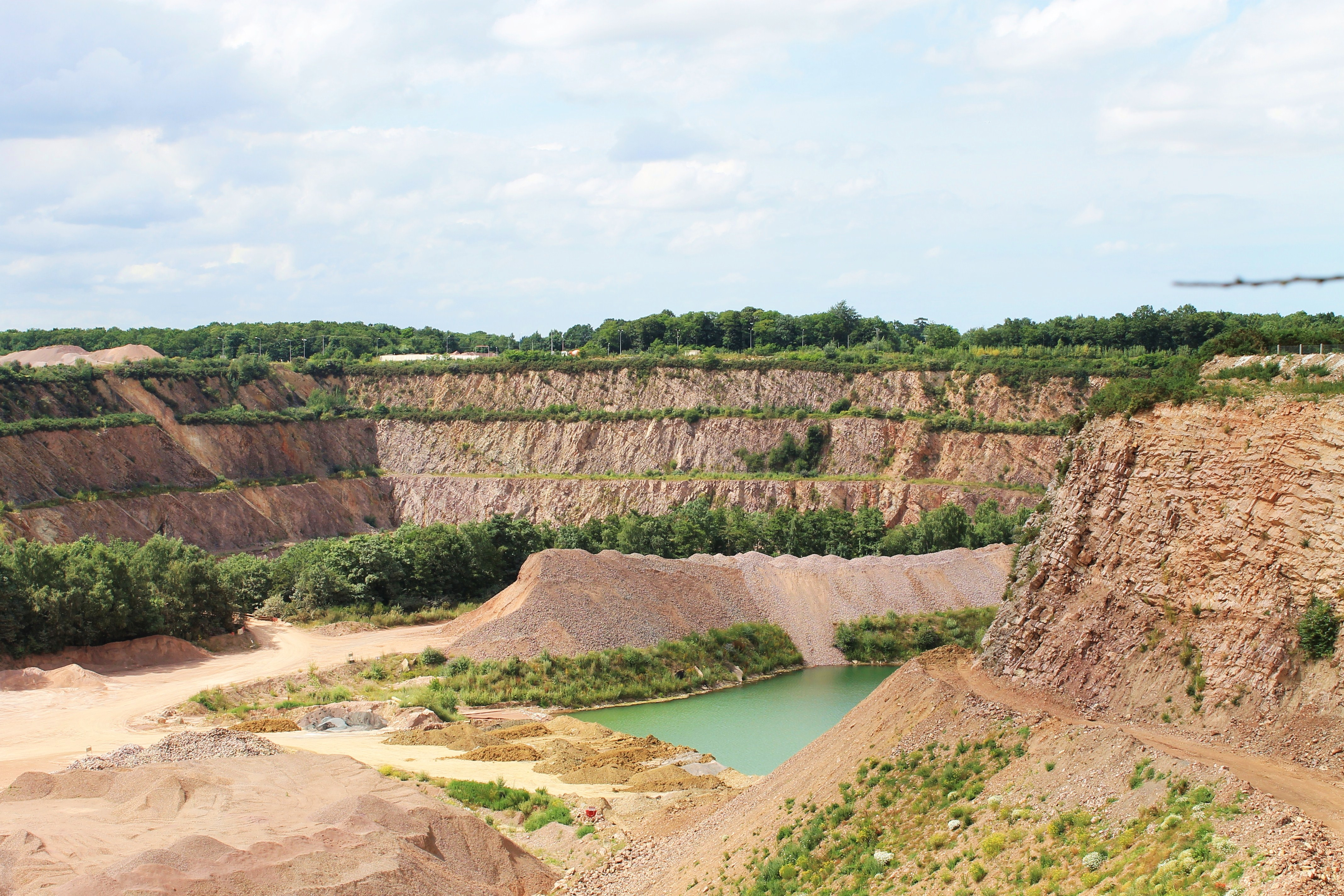
Les carrières.

- Église Saint-Malo du XIIe siècle qui fait l'objet d'un classement au titre des monuments historiques depuis 1846[24].
- Carrières de grès feldspathique rose[25].
- Château des Bruyères (XIXe siècle) construit par Théodore Thomine Desmazures.

## Activité et manifestations
- Le festival de musique « Mouen Fort la Zik », qui s'est déroulé sur la commune de 2007 à 2008.

## Personnalités liées à la commune
- Charles Thomine des Mazures (1798-1824), ancien maire[26], avocat, universitaire et botaniste.
- Léon Thomine Desmazures (18041869), missionnaire, mort au château de Mouen.